# زمین‌لرزه ۱۹۸۱ چین
زمین‌لرزه چین  در تاریخ ۲۳ ژانویه ۱۹۸۱ میلادی، برابر با ‎۳ بهمن ۱۳۵۹، ساعت ۲۱:۱۳:۵۱ به زمان یوتی‌سی در چین رخ داد. ژرفای این زلزله ۴٫۸ کیلومتر بود، و بزرگی آن ۶٫۵ در مقیاس Mw اعلام شده‌است. زمین‌لرزه به وقت محلی در روز شنبه، ساعت ۵ روی داده و منطقه زمانی آن یوتی‌سی +۸ بوده‌است .
سازمان زمین‌شناسی آمریکا نیز رومرکز این زمین‌لرزه را در مختصات ۳۰°۵۵′۳۷″شمالی ۱۰۱°۰۵′۵۳″شرقی / ۳۰٫۹۲۷°شمالی ۱۰۱٫۰۹۸°شرقی و ژرفای آن را در ۳۳ کیلومتر گزارش کرده‌است. بزرگی برگزیدهٔ این سازمان از میان بزرگیهای محاسبه‌شدهٔ مختلف ۶٫۸ در مقیاس Ms بوده و از دید اثر، در میان چهار دسته‌بندی «نامحسوس»، «محسوس»، «زیان‌آور» یا «با تلفات»، زلزله را «با تلفات» اعلام کرده‌است.
پروژهٔ «تنسور گشتاور مرکزوار» زاویه‌های (راستا، شیب، ریک) گسل سازندهٔ زمین‌لرزه و صفحه عمود بر آن را (°۳۱۹، °۷۳، °۴-) یا (°۵۱، °۸۶، °۱۶۳-) و نوع گسل را «امتدادلغز» فرارسانده‌است.
شمار کشتگان زلزله حدود ۱۲۶ نفر بوده‌است.تعداد زخمیان ۷۲۴ نفر برآورده شده‌است.